# Ibrahim Dossey
Ibrahim Dossey (n. 24 noiembrie 1972, Accra, Ghana – d. 9 decembrie 2008, București, România) a fost un portar de fotbal ghanez.

## Carieră
Dossey s-a născut la Accra, capitala statului african Ghana, iar din anul 2000, cu ajutorul antrenorului român Petre Gavrilă, ajunge în România, care devine țara lui adoptivă, evoluând pentru echipele FC Brașov, Rapid București, CS Unirea Sânnicolau Mare și Pandurii Târgu Jiu.
A jucat pentru Ghana U-23 la Jocurile Olimpice de vară din 1992 de la Barcelona, alături de Alex Nyarko, reușind împreună cu ceilalți jucători să câștige medalia de bronz, aceasta fiind și prima medalie olimpică câștigată la fotbal de un stat african.

## Deces
Cu câteva zile înaintea tragicului accident, Ibrahim semnase un contract cu FCM Târgoviște, unde, din nefericire, n-a mai apucat să joace, deoarece pe 13 septembrie 2008, aproape de Breaza, județul Prahova, este implicat într-un accident de mașină ce l-a trimis într-o comă profundă, iar după aproximativ trei luni, în urma unui stop cardio-respirator, a decedat la Spitalul Clinic de Urgență Bagdasar Arseni din București. A lăsat în urma sa o soție și o fetiță.
Ibrahim Dossey a fost înmormântat la Hârșova, județul Constanța, după obiceiurile religiei islamice, la vârsta de 36 ani, pe 10 decembrie 2008, rămânând să se odihnească pe veci în țara sa adoptivă, România.
După decesul său, s-a hotărât organizarea la Brașov, în luna decembrie, a unui turneu anual numit Turneul "Ibrahim Dossey".